# جزیره لیفو
جزیره لیفو (به فرانسوی: Lifou Island) یک جزیره و کامین در فرانسه است که در کالدونیای جدید واقع شده‌است.

## خصوصیات
جزیره لیفو ۱٬۱۹۷٫۱ کیلومترمربع مساحت و ۱۰٬۱۵۱ نفر جمعیت دارد.